# Dyskografia Two Steps from Hell
Dyskografia Two Steps from Hell – amerykańskiej wytwórni muzyki filmowej – obejmuje jedenaście albumów studyjnych, album internetowy, ścieżkę dźwiękową, 29 albumów demonstracyjnych, trzy single i teledysk.
Wytwórnia zajmuje się produkcją oprawy muzycznej m.in. do zwiastunów filmowych, gier komputerowych czy programów telewizyjnych. Została założona przez Thomasa Bergersena i Nicka Phoeniksa w 2006 roku.
Debiutancki album studyjny wytwórni, Invincible został wydany w 2010 roku. Drugi album studyjny, Archangel wydany w 2011 roku został odnotowany na 28. miejscu listy Heatseekers Albums oraz 36 na Classical Albums w Stanach Zjednoczonych. W tym roku został wydany także album DVD Two Steps from Hell. W 2012 zostały wydane trzy albumy studyjne: Demon’s Dance, Halloween (wydany w aplikacji na Androida, w momencie ukazania się tej aplikacji; możliwość pobrania albumu została ograniczona czasowo) i SkyWorld, który był notowany na amerykańskich listach; na 19 pozycji na Heatseekers Albums i 10 na Classical Albums. W 2013 roku został wydany kolejny album studyjny zatytułowany Classics Volume One. Przed wydaniem siódmego albumu studyjnego, Miracles w 2014 roku, zostały wydane dwa single „Stay” z gościnnym udziałem Merethe Soltvedt oraz „Miracles”.

## Albumy studyjne
| Rok                         | Dane dot. albumu | Najwyższe pozycje na listach | Najwyższe pozycje na listach | Najwyższe pozycje na listach |
| Rok                         | Dane dot. albumu | USA                          | BEL (WAL)                    | BEL (FLA)                    |
| --------------------------- | --- | ---------------------------- | ---------------------------- | ---------------------------- |
| 2010                        | Invincible - Wydany: 1 maja 2010 - Wytwórnia: Two Steps from Hell, Extreme Music - Format: CD, digital download              | –                            | –                            | –                            |
| 2011                        | Archangel - Wydany: 20 września 2011 - Wytwórnia: Two Steps from Hell - Format: CD, digital download                         | –                            | –                            | –                            |
| 2012                        | Demon’s Dance - Wydany: 26 czerwca 2012 - Wytwórnia: Two Steps from Hell - Format: Digital download                          | –                            | –                            | –                            |
| 2012                        | Halloween - Wydany: 25 września 2012 - Wytwórnia: Two Steps from Hell - Format: Digital download                             | –                            | –                            | –                            |
| 2012                        | SkyWorld - Wydany: 25 października 2012 - Wytwórnia: Two Steps from Hell, Extreme Music - Format: CD, digital download       | –                            | –                            | –                            |
| 2013                        | Classics Volume One - Wydany: 11 czerwca 2013 - Wytwórnia: Two Steps from Hell, Extreme Music - Format: CD, digital download | –                            | –                            | –                            |
| 2014                        | Miracles - Wydany: 2 czerwca 2014 - Wytwórnia: Two Steps from Hell - Format: CD, digital download                            | –                            | 157                          | –                            |
| 2015                        | Battlecry - Wydany: 28 kwietnia 2015 - Wytwórnia: Two Steps from Hell - Format: 2×CD, digital download                       | 183                          | 123                          | 123                          |
| 2015                        | Classics Volume Two - Wydany: 16 czerwca 2015 - Wytwórnia: Two Steps from Hell - Format: CD, digital download                | –                            | –                            | –                            |
| 2016                        | Vanquish - Wydany: 2 grudnia 2016 - Wytwórnia: Two Steps from Hell - Format: CD, digital download                            | –                            | 194                          | 169                          |
| 2017                        | Unleashed - Wydany: 22 września 2017 - Wytwórnia: Two Steps from Hell - Format: 3×CD, digital download                       | –                            | –                            | –                            |
| „–” album nie był notowany. | |                              |                              |                              |

## Albumy wideo
| Rok  | Dane dot. albumu                                             |
| ---- | ------------------------------------------------------------ |
| 2011 | Two Steps from Hell - Wytwórnia: Extreme Music - Format: DVD |

## Albumy internetowe
| Rok  | Dane dot. albumu                                                                          |
| ---- | ----------------------------------------------------------------------------------------- |
| 2013 | Speed of Sound - Wytwórnia: Two Steps from Hell, Extreme Music - Format: Digital download |

## Ścieżki dźwiękowe
| Rok  | Dane dot. albumu                                                                                                |
| ---- | --- |
| 2014 | Colin Frake on Fire Mountain - Wydany: 1 lipca 2014 - Wytwórnia: Two Steps from Hell - Format: Digital download |

## Albumy demonstracyjne
| Rok  | Dane dot. albumu |
| ---- | --- |
| 2006 | Volume One - Wydany: 14 lutego 2006 - Wytwórnia: Two Steps from Hell, Extreme Music - Format: 3×CD                                       |
| 2006 | Shadows and Nightmares - Wydany: 16 września 2006 - Wytwórnia: Two Steps from Hell, Extreme Music - Format: 2×CD, 3×CD, digital download |
| 2006 | Two Steps from Christmas - Wydany: 2006 - Wytwórnia: Two Steps from Hell, Extreme Music - Format: Digital download                       |
| 2007 | Dynasty - Wydany: 28 lutego 2007 - Wytwórnia: Two Steps from Hell, Extreme Music - Format: 3×CD, digital download                        |
| 2007 | Pathogen - Wytwórnia: Two Steps from Hell, Extreme Music - Format: CD, digital download                                                  |
| 2007 | Nemesis - Wytwórnia: Two Steps from Hell, Extreme Music - Format: CD, digital download                                                   |
| 2007 | Dreams & Imaginations - Wytwórnia: Two Steps from Hell, Extreme Music - Format: 4×CD, digital download                                   |
| 2007 | All Drums Go to Hell - Wydany: 9 czerwca 2007 - Wytwórnia: Two Steps from Hell, Extreme Music - Format: CD, 2×CD, digital download       |
| 2008 | Legend - Wydany: 28 maja 2008 - Wytwórnia: Two Steps from Hell, Extreme Music - Format: 2×CD, digital download                           |
| 2008 | Ashes - Wydany: 16 września 2008 - Wytwórnia: Two Steps from Hell, Extreme Music - Format: CD, digital download                          |
| 2009 | The Devil Wears Nada - Wydany: 12 marca 2009 - Wytwórnia: Two Steps from Hell, Extreme Music - Format: CD, digital download              |
| 2010 | Power of Darkness - Wydany: 12 marca 2010 - Wytwórnia: Two Steps from Hell, Extreme Music - Format: CD, Pamięć USB, digital download     |
| 2010 | Mystical Beginnings - Wydany: 12 lipca 2010 - Wytwórnia: Two Steps from Hell, Extreme Music - Format: CD, digital download               |
| 2010 | Illumina - Wydany: 12 lipca 2010 - Wytwórnia: Two Steps from Hell, Extreme Music - Format: Digital download                              |
| 2010 | Sinners - Wydany: 26 października 2010 - Wytwórnia: Two Steps from Hell, Extreme Music - Format: Digital download                        |
| 2010 | Trailer Toolkit - Wydany: Październik 2010 - Wytwórnia: Two Steps from Hell, Extreme Music - Format: Digital download                    |
| 2011 | Balls to the Wall - Wytwórnia: Two Steps from Hell, Extreme Music - Format: Digital download                                             |
| 2011 | Faction - Wytwórnia: Two Steps from Hell, Extreme Music - Format: Digital download                                                       |
| 2011 | Nero - Wydany: 1 października 2011 - Wytwórnia: Two Steps from Hell, Extreme Music - Format: CD, digital download                        |
| 2012 | Two Steps from Heaven - Wydany: Czerwiec 2012 - Wytwórnia: Two Steps from Hell, Extreme Music - Format: Digital download                 |
| 2012 | Solaris - Wytwórnia: Two Steps from Hell, Extreme Music - Format: Digital download                                                       |
| 2012 | Burn - Wytwórnia: Two Steps from Hell, Extreme Music - Format: Digital download                                                          |
| 2013 | Orion - Wytwórnia: Two Steps from Hell, Extreme Music - Format: Digital download                                                         |
| 2013 | Cyanide - Wytwórnia: Two Steps from Hell, Extreme Music - Format: Digital download                                                       |
| 2013 | Crime Lab - Wytwórnia: Two Steps from Hell, Extreme Music - Format: Digital download                                                     |
| 2014 | Open Conspiracy - Wytwórnia: Two Steps from Hell, Extreme Music - Format: Digital download                                               |
| 2014 | Quarantine - Wytwórnia: Two Steps from Hell, Extreme Music - Format: Digital download                                                    |
| 2014 | Amaria - Wytwórnia: Two Steps from Hell, Extreme Music - Format: Digital download                                                        |
| 2014 | Too Big to Fail - Wytwórnia: Two Steps from Hell, Extreme Music - Format: Digital download                                               |

## Single
| Rok  | Tytuł                           | Album    |
| ---- | ------------------------------- | -------- |
| 2014 | „Stay” (feat. Merethe Soltvedt) | Miracles |
| 2014 | „Miracles”                      | Miracles |
| 2015 | „Christmas Medley”              | –        |

## Pozostałe utwory

### Notowane na listach
| Rok  | Tytuł              | Najwyższe pozycje na listach | Album      |
| Rok  | Tytuł              | FRA                          | Album      |
| ---- | ------------------ | ---------------------------- | ---------- |
| 2010 | „Heart of Courage” | 95                           | Invincible |

## Teledyski
| Rok  | Tytuł                 |
| ---- | --------------------- |
| 2012 | „To Die on Halloween” |